# Cavia patzelti
Cavia patzelti är en gnagare i släktet egentliga marsvin som förekommer i centrala Ecuador.
Arten är med en kroppslängd (huvud och bål) av 28 till 29 cm och en vikt av 700 till 725 g ett stort marsvin. Det har 4,6 till 5 cm långa bakfötter och ungefär 5 cm stora öron. Håren som bildar ovansidans päls är rödbruna vid roten, ljusare i mitten och åter mörk vid spetsen vad som ger ett mörkt rödbrunt utseende. Arten har en diploid kromosomuppsättning med 56 kromosomer (2n=56).
Utbredningsområdet ligger kring berget Chimborazo i 3000 till 3800 meter höga regioner. Detta marsvin vistas i buskstäppen Páramo där områden som angränsar mot insjöar översvämmas. Typiskt är växter från fjädergrässläktet (Stipa) och glest fördelade buskar.
På sluttningar hittades exemplar i jordhålor.
IUCN listar arten med kunskapsbrist (DD).